# روجر هانين
روجر هانين (بالفرنسية: Roger Hanin) (و. 1925 – 2015 م) هو ممثل، ومخرج سينمائي، وسياسي، وكاتب سيناريو من فرنسا. ولد في الجزائر .
وهو عضو في الحزب الشيوعي الفرنسي.
توفي في باريس .

## روابط خارجية
- روجر حنين على موقع IMDb (الإنجليزية)
- روجر حنين على موقع روتن توميتوز (الإنجليزية)
- روجر حنين على موقع ألو سيني (الفرنسية)
- روجر حنين على موقع أول موفي (الإنجليزية)
- روجر حنين على موقع قاعدة بيانات الأفلام السويدية (السويدية)
- روجر حنين على موقع ديسكوغز (الإنجليزية)
- روجر حنين على موقع قاعدة بيانات الفيلم (الإنجليزية)
- روجر حنين على موقع كينوبويسك (الروسية)